# Nerzweiler
Nerzweiler là một đô thị thuộc huyện Kusel, bang Rheinland-Pfalz, phía tây nước Đức. Đô thị Nerzweiler có diện tích 2,13 km², dân số thời điểm ngày 31 tháng 12 năm 2006 là 122 người.